# 天堂 (伊斯蘭教)
伊斯蘭教的天堂（阿拉伯语：‎；羅馬化：Jannah）在中文裡又稱為天園或樂園，即猶太教所說的七層天 （页面存档备份，存于），基督教的天國，在阿拉伯語原文字面上意思是「花園」。根據伊斯蘭教的末世論，人在死後會在墳墓裡停留至復活日。穆斯林相信死者生前的行為將決定他在墳墓裡的待遇。根據穆斯林的信仰，人們今生渴望的事物在天堂裡應有盡有。
《古蘭經》對天堂有詳盡的描述。天堂有七層，最高層的天堂即稱作「天堂」（‎），是先知、殉教者與最誠實的虔敬者的歸宿。與天堂相對的是地獄，中文一般稱為「火獄」。

## 對天堂的描述
《古蘭經》、《聖訓》以及傳統的古蘭經經注學對天堂都有詳盡的描述。天堂有七個大門，每層天堂又細分成一百個等級。最高層的天堂即稱作「天堂」（‎，firdaus），有時又稱為“阿甸园”（阿拉伯语：‎，Jannātu ʿAdnin），即伊甸園。這一層的天堂由穆罕默德優先進入，然後才輪到窮人與最虔敬的人。天使們會以「平安」或「祝你們平安」的問候語向進入天堂的人問好
。
「眾天使從每道門進去見他們，（說）：「祝你們平安！這是你們因堅忍而得的報酬，後世的善果真優美。」（古蘭經 13：23－24）
伊斯蘭教經典這樣描述永生天堂居民的生活情狀：快樂－沒有受傷、悲傷、恐懼或恥辱－在那裡凡事有求必應。傳統上認為天堂居民的年齡都是同歲的（33歲），而且不分階級地位。他們的福利有：穿著貴重的長袍、穿戴貴重的手鐲、享用精緻筵席時擦上貴重的香水。居民們靠在鑲著黃金或寶石的墊褥上，不老的年輕侍從端著無價的容器服待著他們。至於飲食方面則有肉類、不醉人且不令人起勃谿的香醇的美酒與純淨的飲料。他們與生前的雙親、配偶與孩子們一同歡樂（如果他們也被允許進入天堂的話）－話家常回憶著前生的往事。
天堂居民的住所宜人，有黑眼睛的白皙天堂處女、高聳的花園、林蔭的山谷、有樟腦或生薑味的甘泉；有水河、乳河、蜜河與酒河；四季的美味水果一應俱全，而且不帶扎人的刺。天堂的一日等於地上的一千日。天堂有金銀、珍珠以及其他名貴建材打造的宮殿。傳統上還認為天堂有體色「雪白眩目」的馬與駱駝等生物，另外還有其他生物生活其中。天堂中有巨大的樹木、麝香造成的山巒，其中有河水流過以珍珠與紅寶石砌成的谷地。
天堂中的四條河流分別是錫爾河、阿姆河、幼發拉底河及尼羅河。清快泉（Salsabil）是仁慈河（Rahma）與富足河（Al-Kawthar）的水源。極界樹是一棵巨大的棗蓮，標記著七層天的邊界，沒有任何受造物能跨過那個邊界。
儘管天堂的居民擁有美好的恩賜，能夠獲得真主的寬恕並親近真主才是更幸福的。根據《古蘭經》的說法，真主會讓祂喜悅的人們接近祂的寶座（阿爾史），到那時「有些人的臉將發出耀眼的光芒，默想著他們的主。」看見真主是超越一切恩惠的，是超越一切歡樂的。

## 進入天堂的條件
根據《古蘭經》，獲得拯救與美滿的來生必須先信仰獨一的真主（認主獨一）、末日審判、歷代使者以及最後的先知穆罕默德。除了信仰外還必須有善行。
儘管善行與信仰真主是獲得救贖的必要條件，只有經過主的審判通過後方可獲得拯救。
《古蘭經》指出進入天堂的必要條件如下：
| “ | 敬畏的人，在康樂時施捨，在艱難時也施捨，且能抑怒、又能恕人。真主是喜愛行善者的。敬畏者，當做了醜事或自欺的時候，記念真主，且為自己的罪惡而求饒——除真主外，誰能赦宥罪惡呢？——他們沒有明知故犯地怙惡不悛。這等人的報酬，是從他們的主發出的赦宥，和下臨諸河的樂園，他們得永居其中，遵行者的報酬真優美！(3：134－136) | „ |
|   | |   |

| “ | 真主與以色列的後裔確已締約，並從他們中派出十二個首領。真主說：「我確與你們同在。如果你們謹守拜功，完納天課，確信我的眾使者，並協助他們，並以善債借給真主，我必勾銷你們的罪惡，我必讓你們進入下臨諸河的樂園。此後，誰不信道，誰已迷失了正路。」(5：12) | „ |
|   | |   |

如同人在世時必須面對許多試煉，進入天堂也是要先通過考驗的：
| “ | 當時，易卜拉欣的主用若干誡命試驗他，他就實踐了那些誡命。他說：「我必定任命你為眾僕人的師表。」易卜拉欣說：「我的一部分後裔，也得為人師表嗎？」他說：「我的任命，不包括不義的人們。」(2：124) | „ |
|   | |   |

| “ | 真主還沒有甄別你們中奮鬥的人和堅忍的人，難道你們就以為自己得入樂園嗎？(3：142) | „ |
|   |                                                                                |   |

《古蘭經》表明，誰自恃聰明拒絕使者，誰在來生必受詛咒；誰當著使者的面拒絕之，誰在今後兩世都將面對慘痛的命運（參見明證之大成）。相反地，在使者來臨前自行發現一神論真理的人則稱為哈尼夫。

## 《古蘭經》對天堂的別稱
- 天堂：語源來自波斯語，是最高層的天堂。（18：107；23：11）
- 家鄉（35：35）
- 和平之家（Dār al-salām）（10：25）
- 來生之家（Dār al-akhira）（29：64）
- 花園：中文常譯為「天園」，是《古蘭經》與《聖訓》裡對天堂最常見的稱呼。（2：35；3：133，142；5：72）
- 樂園：語源即希伯來語的「伊甸園」。（9：72；13：23）
- 樂園（5：65；10：9；22：56）
- 永恆之園（Jannat al-khuld）（25：15）
- 歸宿之園（Jannat al-ma’wá）（53：15）
- 真理之匯（Maq‘ad al-ṣidq）（54：55）
- 安全之家（al-Maqām al-amīn）（44：51）

## 進入天堂的人數
一些《聖訓》（例如由薩赫勒·伊本·薩德〔Sahl bin Sad〕、伊本·阿巴斯〔Ibn 'Abbas〕、阿布·胡萊拉〔Abu Huraira〕等人傳述的）指出，一些出生於前伊斯蘭教時期（蒙昧時代）的人如果在伊斯蘭教來臨後歸信了真主，那麼他們將不受完全的清算而進入天堂。

## 天堂的大門
天堂有八個大門，名稱如下：
1. 禮拜門（Baab us-Salaah）：準時禮拜的穆斯林進入的門。
2. 聖戰門（Baab ul-Jihad）：為保衛伊斯蘭教而參與自衛戰鬥的穆斯林進入的門。
3. 施捨門（Baab us-Sadaqah）：經常進行施捨的穆斯林進入的門。
4. 醴泉門（Baab ur-Rayyan）：經常進行齋戒的穆斯林進入的門。
5. 朝覲門（Baab ul-Hajj）：勤於朝覲的穆斯林進入的門。
6. ：能夠抑怒且能寬恕人的穆斯林進入的門。
7. ：有堅定信仰的穆斯林進入的門。
8. ：勤於記念真主的穆斯林進入的門

## 外部連結
- The EIGHT DOORS of JANNAH
- （中文）天堂之門[永久]